# Grecav

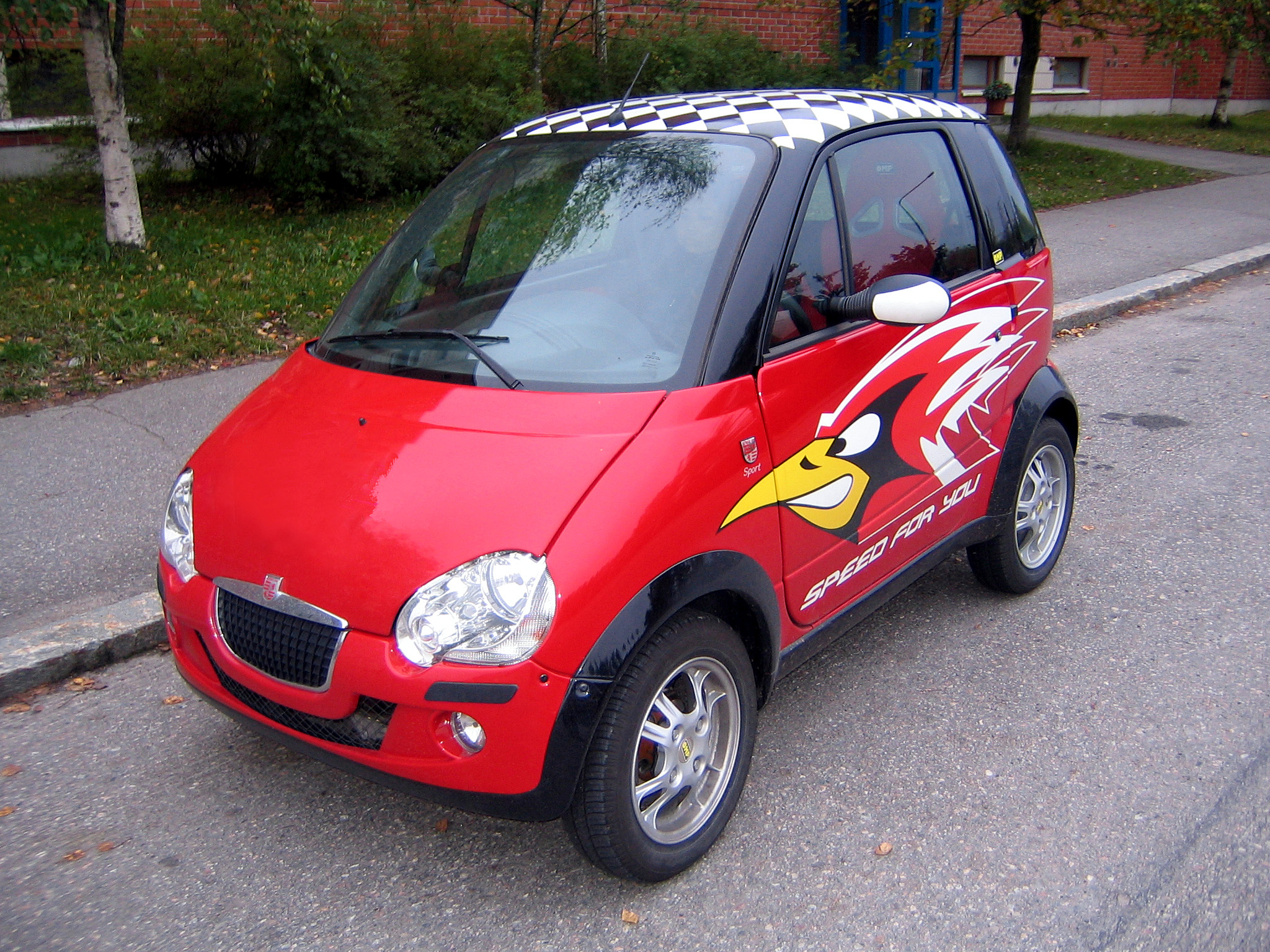
Grecav EKE

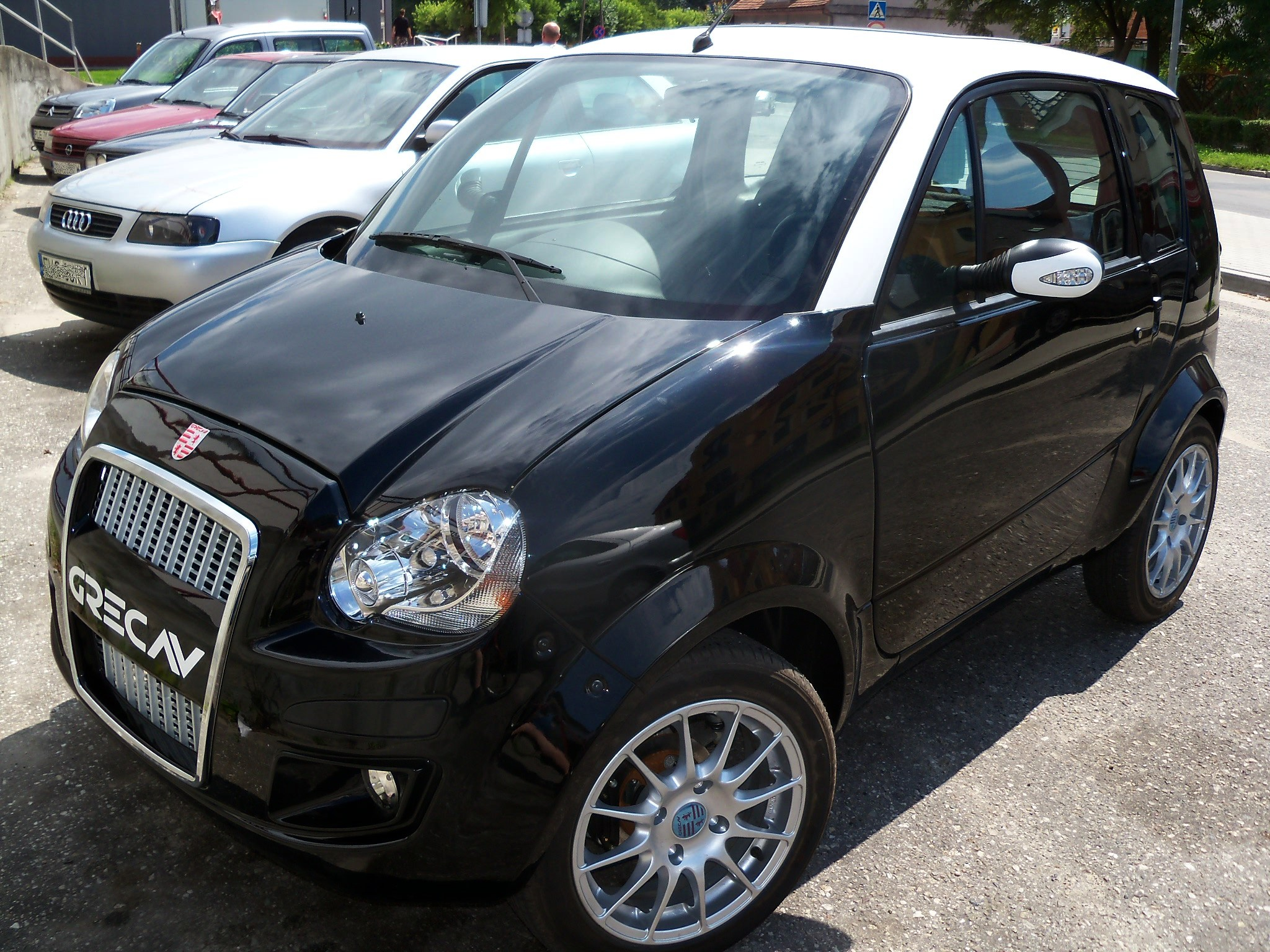
Grecav Sonique DCI

Grecav är ett företag som tillverkar jordbruksmaskiner och mopedbilar.